# Кауфман, Даг
Даг Ка́уфман (англ. Doug Kauffman; род. 4 февраля 1969, Хейвард, Калифорния) — американский кёрлингист.
В составе мужской сборной США участник двух чемпионатов мира. Дважды чемпион США среди мужчин, чемпион США среди ветеранов.

## Достижения
- Чемпионат США по кёрлингу среди мужчин: золото (2001, 2004), бронза (2005).
- Чемпионат США по кёрлингу среди ветеранов: золото (2020).

## Команды
| Сезон   | Четвёртый      | Третий         | Второй         | Первый         | Запасной Тренер                   | Турниры                        |
| ------- | -------------- | -------------- | -------------- | -------------- | --------------------------------- | ------------------------------ |
| 1998—99 | John Wallen    | Leon Romaniuk  | ?              | Даг Кауфман    |                                   |                                |
| 2000—01 | Джейсон Ларуэй | Грег Романюк   | Трэвис Уэй     | Джоэл Ларуэй   | Даг Кауфман тренер: Джек Макнелли | ЧСШАМ 2001 · ЧМ 2001 (6 место) |
| 2001—02 | Джейсон Ларуэй | Крейг Дишер    | Трэвис Уэй     | Джоэл Ларуэй   | Даг Кауфман тренер: Mike Hawkins  | АООК 2001 (7 место)            |
| 2001—02 | Джейсон Ларуэй | Грег Романюк   | Джоэл Ларуэй   | Даг Кауфман    |                                   | ЧСШАМ 2002 (6 место)           |
| 2003—04 | Джейсон Ларуэй | Даг Поттинджер | Джоэл Ларуэй   | Билл Тодхантер | Даг Кауфман тренер: Don Pottinger | ЧСШАМ 2004 · ЧМ 2004 (9 место) |
| 2004—05 | Брэйди Кларк   | Грег Персингер | Колин Хафман   | Кен Траск      | Даг Кауфман                       | ЧСШАМ/АООК 2005                |
| 2006—07 | Фил Тилькер    | Даррен Лето    | Даг Кауфман    | Ryan Yalowicki |                                   |                                |
| 2008—09 | Фил Тилькер    | Даррен Лето    | Paul Lyttle    | Даг Кауфман    |                                   |                                |
| 2011—12 | Даг Кауфман    | Грег Романюк   | Кен Траск      | Brad Kasper    |                                   |                                |
| 2011—12 | Даг Кауфман    | Paul Lyttle    | John Rasmussen | Liam Barksdale |                                   |                                |
| 2013—14 | Даг Кауфман    | Кристин Кларк  | Peter Sommer   | Bob Knievel    |                                   |                                |
| 2019—20 | Джоэл Ларуэй   | Даг Кауфман    | Даррен Лето    | John Rasmussen |                                   | ЧСШАВ 2020                     |
| 2022—23 | Джоэл Ларуэй   | Даг Кауфман    | Даррен Лето    | John Rasmussen | Sean Silver тренер: Кен Траск     | ЧМВ 2023 (4 место)             |

(скипы выделены полужирным шрифтом)

## Частная жизнь
Начал заниматься кёрлингом в 1998 в возрасте 29 лет.